# Coney Island

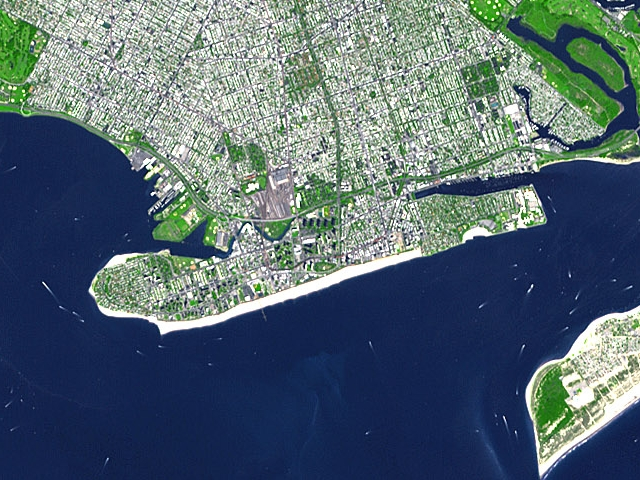
Coney Island desde el espacio

Coney Island es una península, antaño una isla, en el extremo sur del distrito de Brooklyn, Nueva York (Estados Unidos), con una gran playa sobre el océano Atlántico. El barrio homónimo es una comunidad de 60 000 habitantes al oeste de la península, con el puente de Seagate al oeste, Brighton Beach y Manhattan Beach al este, y Gravesend al norte.
El área fue una gran estación turística con parques de atracciones que tuvieron su auge a principios del siglo XX. La popularidad declinó después de la Segunda Guerra Mundial, permaneciendo años en el olvido. En épocas recientes la zona se ha revitalizado con la inauguración del KeySpan Park, sede del equipo de béisbol Brooklyn Cyclones.

## Geografía

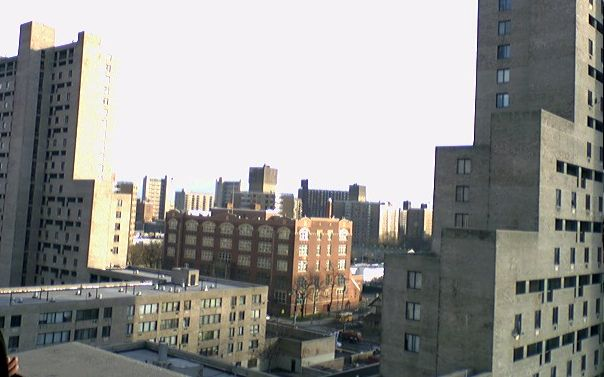
Vista aérea del centro de Coney Island

Coney Island es la más occidental de las islas de barra de Long Island, y tiene aproximadamente 6 km de largo y 800 m de ancho. Era una isla, separada del territorio de Brooklyn por el riachuelo homónimo, parte del cual era poco menos que bancos de arena. Durante el siglo XX hubo proyectos para dragar y ensanchar el riacho a fin de convertirlo en canal de navegación, pero no se concretaron, y el centro de la ría se rellenó para la construcción del sistema de circunvalación de Nueva York.

## Historia

### Orígenes
El nombre neerlandés para la isla fue Conÿne Eylandt o Konijneneiland («Isla del conejo») según la grafía moderna. El nombre se halla registrado en el mapa de 1639 de Nueva Holanda trazado por Johannes Vingboons —el Estado de Nueva York y la ciudad homónima fueron originariamente una colonia y un poblado neerlandeses, denominados respectivamente Nieuw Nederlandt y Nieuw Amsterdam—. De igual modo que las otras barras de Long Island, Coney estaba virtualmente invadida de conejos, hasta que se construyeron hoteles y edificaciones que ocuparon el espacio libre. 
Los estudiosos generalmente aceptan que «Coney Island» es la adaptación al inglés del nombre neerlandés. La nomenclatura inglesa Conney Isle aparece ya en mapas de 1690 y existen pruebas que la grafía moderna «Coney Island» se usaba ya en 1733.
En 1643 se estableció en la zona la británica lady Deborah Moody, que fundó Gravesend. Moody es reconocida como una de las pocas mujeres que fundó una colonia en Norteamérica. Luego de la conquista británica de New Netherland entre 1664 y 1674, el nombre de la isla fue traducido al inglés utilizando «Coney», sinónimo actualmente obsoleto de «rabbit» (conejo).
Aunque la etimología de Coney Island y su adaptación al inglés puede seguirse a través de mapas históricos desde el siglo XVII hasta nuestros días, y traducirse como Rabbit Island, algunos sostienen que deriva de otras fuentes, como por ejemplo que los colonos ingleses la llamaron así por sus colinas de perfil cónico o que un capitán irlandés llamado Peter O'Connor la bautizó alrededor de 1700 en honor de una isla en la que supuestamente habitó en el condado de Sligo, Irlanda, llamada Inishmulclohy. Otro origen propuesto es que deriva del nombre de una tribu amerindia que se cree ocupó la región, los konoh, o también el que le atribuye haber sido bautizada en honor del lugarteniente de Henry Hudson, John Coleman, supuestamente asesinado por los indios.

### El balneario
En 1829 se construyó el primer camino que enlazaba con el continente a través de un puente sobre la ría, y al mismo tiempo se inauguró el primer hotel, Coney Island House. Sin embargo, al poco tiempo la zona se convirtió en un área de entretenimiento de mala fama, sobre la base de los hoteles construidos al oeste de la isla, bautizados con nombres como Windsor, Tivoli o Sea View, cuyas atracciones principales eran los juegos de azar y la prostitución.
Desde 1846 corría un vapor regular desde Manhattan a un precio de 50 centavos de dólar el pasaje, lo que permitió el acceso a Coney Island de las clases medias y bajas. Durante la guerra civil, Coney Island se convirtió progresivamente en un balneario frecuentado por políticos y comerciantes, que viajaban los 32 km desde el centro de Nueva York. En 1865 Peter Tilyou inauguró la Surf House, con el primer expendio de cerveza bávara. Hasta 1880 aparecieron numerosos establecimientos de este tipo, incluyendo el Manhattan Beach Bathing Pavilion, el Brighton Beach Bathing Pavilion, el West Brighton Baths y el Iron Pier Baths. 
Uno de los edificios relevantes de esta época fue el Elephant Hotel (Hotel Elefante), edificio de 22 m de altura con la forma exterior de un elefante, construido en 1885 por James V. Lafferty. La cabeza del animal, enfrentando al océano, ofrecía buenas vistas del mar y la playa a través de ventanas ubicadas en los «ojos». El hotel estaba al parecer asociado con la prostitución, lo que acuñó la frase en la jerga local «viendo al elefante» en alusión a la oferta sexual.
El municipio de Gravesend, con sus 500 habitantes permanentes no tenía posibilidad de controlar estas actividades. Por el contrario, entre 1870 y 1890, bajo la tutela de John McKane, carpintero, constructor, jefe de policía y hasta pastor de la Iglesia metodista, el crecimiento del entretenimiento en todos sus aspectos legales e ilegales produjo un desarrollo sostenido de las construcciones y la urbanización del área.

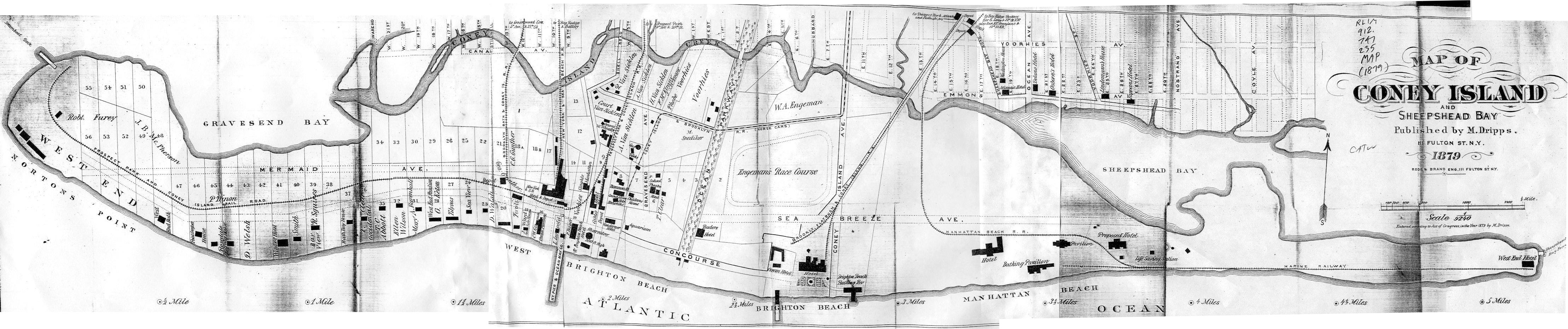
Plano de Coney Island de 1879

Luego que la zona popular se fue trasladando desde el oeste de la isla hacia la hasta entonces zona de clase alta en el Este, en 1876 se inauguró el Manhattan Beach Hotel y el Oriental Beach Hotel en la avenida Coney Island, mientras que en 1878 William A. Engeman inauguró el Brighton Beach Hotel, en su momento los establecimientos de hostelería más grandes y lujosos de Estados Unidos. A causa de la creciente erosión costera, el Brighton Beach Hotel fue trasladado 200 metros costa adentro en la primavera de 1888, lo que representó el movimiento de un edificio de 6000 toneladas mediante 120 vagones ferroviarios impulsados por seis locomotoras a vapor.

### Ferrocarriles

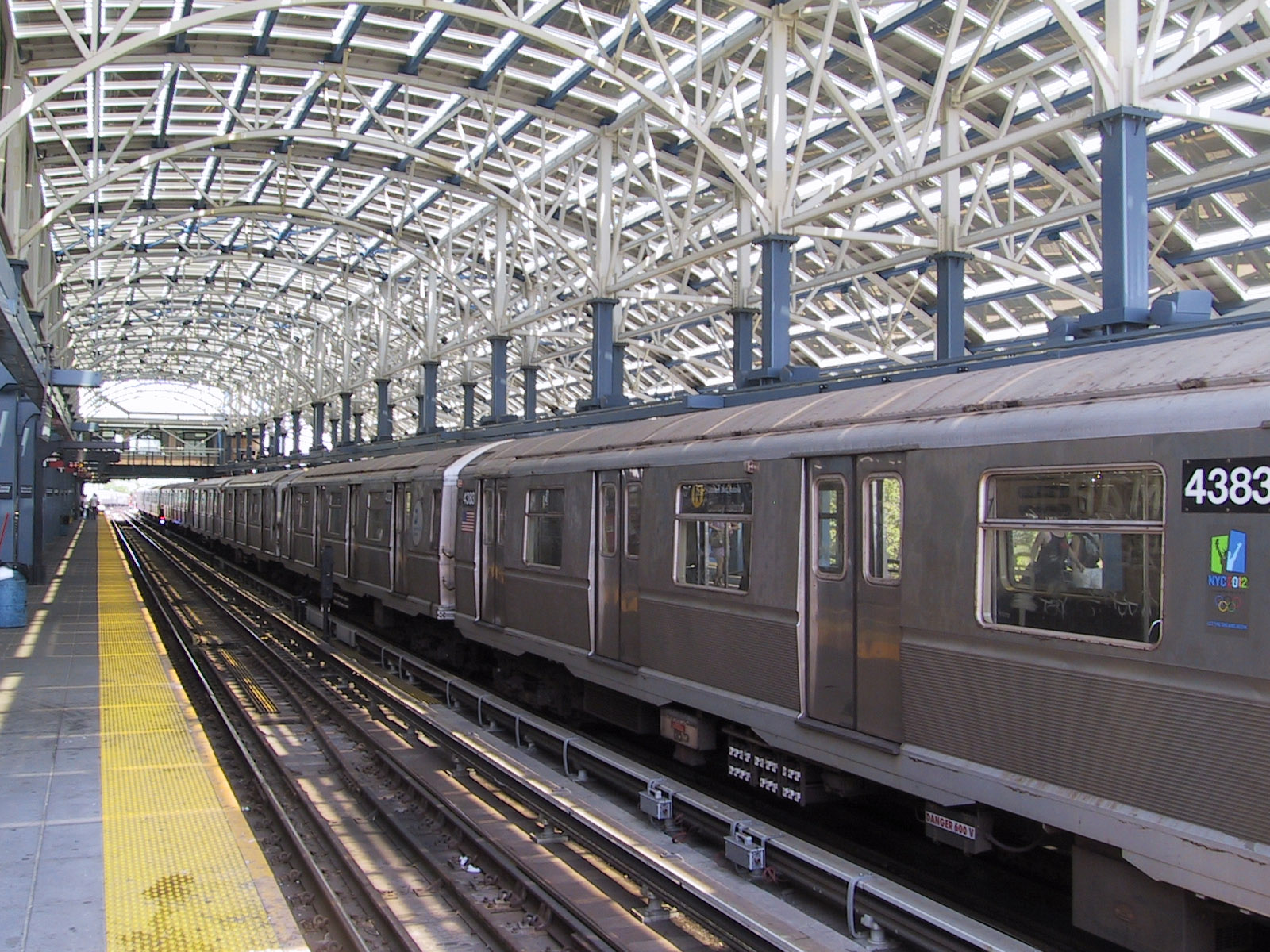
Actual estación ferroviaria de la avenida Stilwell

Además de la línea de barcos a vapor desde Manhattan, el desarrollo de las redes ferroviarias permitió cubrir la creciente demanda de visitantes. En 1883 se inauguró el puente de Brooklyn, seguido por el paso del ferrocarril elevado seis años después. Todas estas redes fueron conectando los suburbios de Nueva York, y relacionándose con el sistema de subterráneos.
En 1867 llegó a Coney Island el Bath and Coney Island Railroad, cuyo primer tren impulsado a caballos salía desde la esquina de la Quinta Avenida y calle 25 en Brooklyn, circulando por la Avenida New Utrecht y la calle 86 hasta el lugar de la actual estación Coney Island en la Av. Stilwell. La ruta es básicamente la de la actual línea del West End y constituye el recorrido más antiguo del metro de Nueva York.
En 1875 Andrew Culver inauguró la línea Prospect Park and Coney Island Railroad, cuya terminal en la isla, la terminal Culver se encontraba en la esquina de la Av. Surf y calle 5 Oeste. La actual línea BMT Culver corre a lo largo de la Av. Gravesend, actualmente Av. McDonald. En 1878 inició sus operaciones la línea Brooklyn, Flatbush and Coney Island Railroad, con terminal en la calle 10 Oeste. El trazado era similar al de la actual línea BMT Sea Beach.
En 1880 se inauguró el New York and Brighton Beach Railway, clausurado pocos meses después. Los intentos para recuperar la línea no tuvieron éxito. En 1885 se creó el New York and Manhattan Beach Railway, en conjunto con los ferrocarriles de Long Island, uniendo el este de Nueva York y Battery desde Bay Ridge hasta el Manhattan Beach Hotel. Con el descenso paulatino de operación del hotel, la línea entró en progresivo abandono hasta su clausura en 1924.
A diferencia de sus competidores, Culver construyó sus rieles entre puntos de población permanente, con lo que pudo asumir el costo de operación durante todo el año. En 1878 amplió las líneas y construyó una torre de acero de 90 m de altura, con un mirador en la cumbre y un elevador accionado a vapor, que había adquirido en la Exposición Mundial del Centenario realizada en Filadelfia en 1876. Este tipo de inversión marcó el rumbo para los futuros desarrollos turísticos en el área.
La nueva apertura masiva de Coney Island se logró con la conexión del tren elevado en 1889, el metro en 1901, y la introducción del boleto único a 5 centavos de dólar en 1913.

### Hipódromos y primeros parques de atracciones

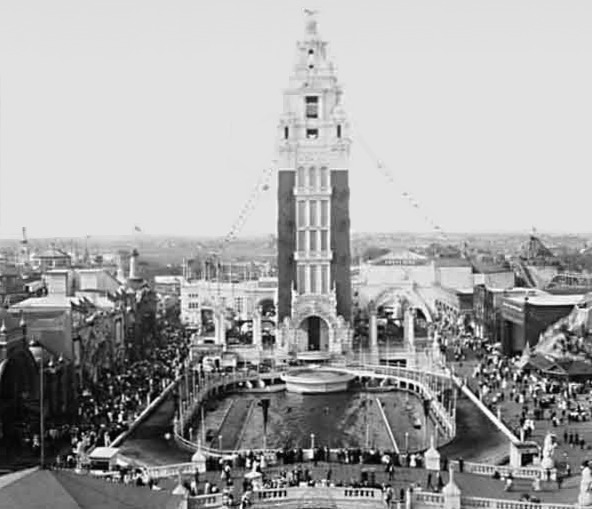
Torre del parque de atracciones Dreamland y la laguna, 1907

Para cubrir la demanda de los ricos clientes de los hoteles del lado oriental, se crearon entre 1879 y 1886 tres hipódromos que convirtieron a Coney Island en la capital de las carreras de caballos y sus apuestas. Otro género de audiencia interesada en la posibilidad de dinero fácil, incluyendo de los estratos sociales más bajos, comenzó a frecuentar la isla permitió alcanzar durante 1905 el récord de 40 000 espectadores en una sola carrera. En 1908, por presión de las instituciones religiosas, se prohibieron las apuestas hasta 1910, y con el tiempo las carreras de caballos desaparecieron, y los enormes hoteles y centros de servicios construidos para atender a la marea de visitantes fueron decayendo.
Sin embargo, los visitantes masivos generaron otro tipo de inversiones, llenando el lado oeste de la isla con bares, casinos y garitos que arruinaron definitivamente el rol turístico del balneario. En el Harvard Inn (1917), perteneciente a Frankie Yale, trabajó Al Capone. En 1931, Joe Masseria fue asesinado en uno de los restaurantes de la zona. 
Durante esta época surgieron diversos establecimientos para diversión de la clase media: montañas rusas, tiros al blanco, carpas circenses y, finalmente, grandes parques de atracciones delinearon la playa a lo largo de la costa atlántica. Muchas atracciones surgieron como resultado de las exposiciones universales, recreadas en los parques de Coney Island. Otros emprendimientos consistieron en locales de baile y los puestos de comida remedando al local de Charles Feltman, inventor del perrito caliente, que finalmente dieron paso a restaurantes con patio de cerveza para deleite de miles de personas.

### El imperio del níquel

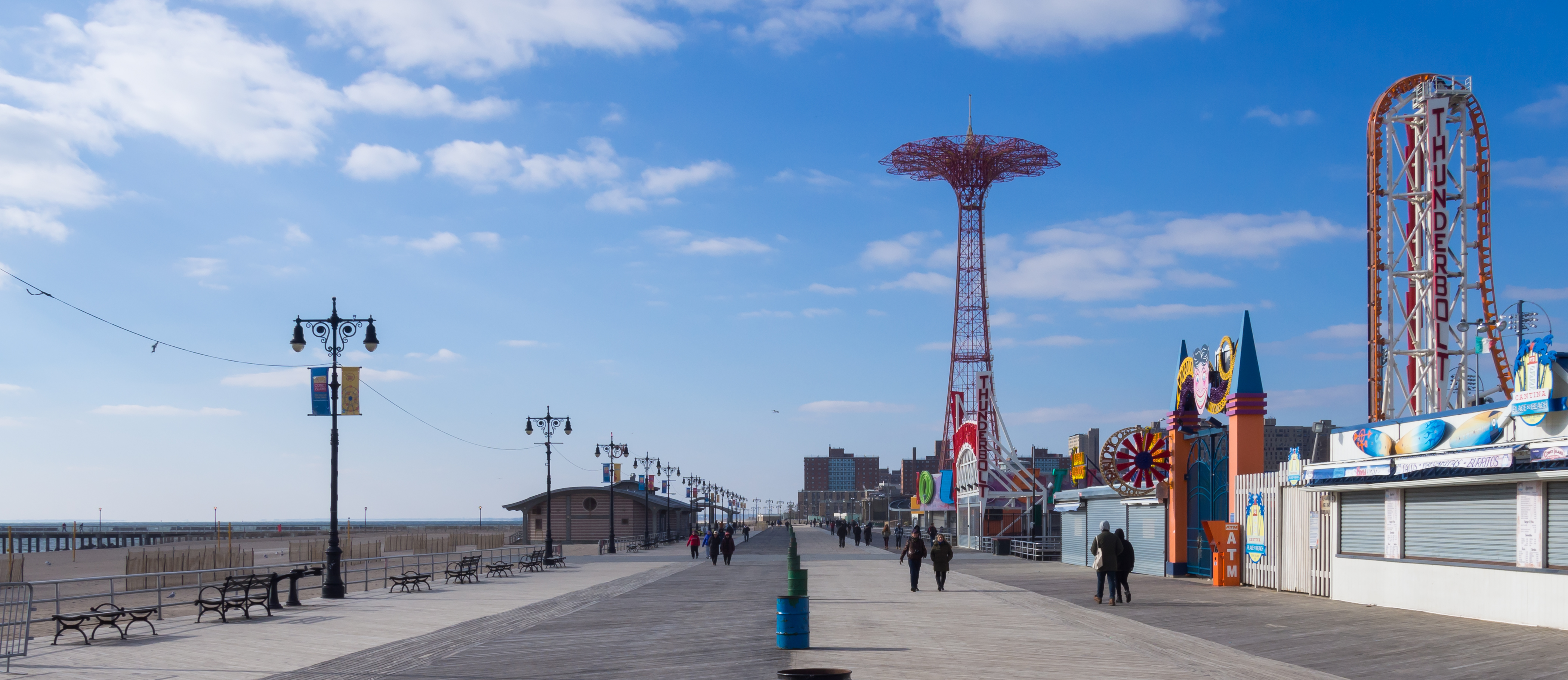
El bulevar Riegelmann, construido en 1932

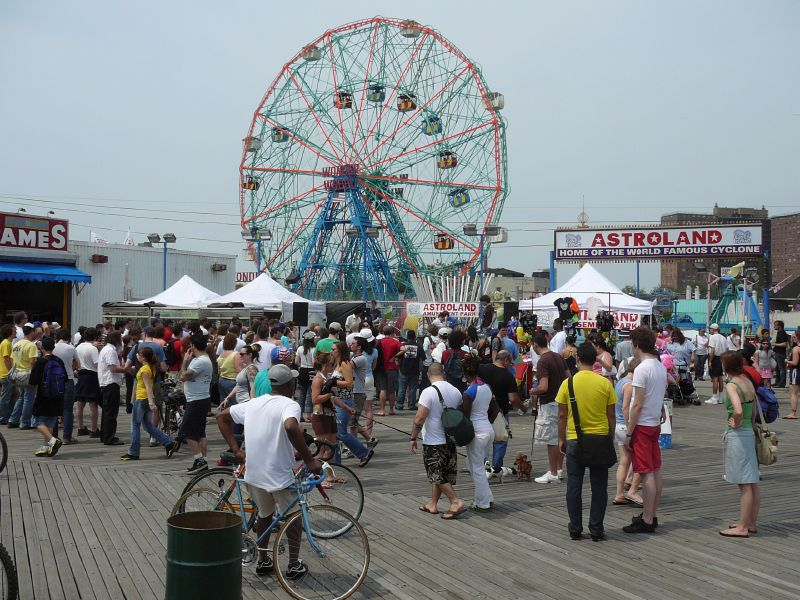
La Wonder Wheel y el parque Astroland

Después de terminar la Primera Guerra Mundial, el completamiento de las conexiones de subterráneos permitió un crecimiento exponencial de la cantidad de visitantes, que saltó de aproximadamente 100 000 personas por día en 1900 a más de un millón de personas en 1920. Con la puesta en vigencia del boleto único de 5 centavos de dólar, Coney Island comenzó a conocerse como «The Nickel Empire», término que aludía a la moneda de ese valor, popularmente denominada nickel (en español; níquel ). Los segmentos de clase baja ahora podían visitar las semanas la costa atlántica, pero no poseían los 10 centavos adicionales necesarios para un hot dog de Feltman o los 50 centavos requeridos para alquilar una carpa en las playas privadas. Por lo tanto, traían la comida desde su hogar y utilizaban solamente la playa pública, el Municipal Bath House, que a pesar de su capacidad de 12 000 cabinas quedaba siempre chico para las muchedumbres que lo visitaban.
En la época de la gran depresión después de 1929, la presión inflacionaria y los problemas económicos de la población obligaron a la oferta de servicios de bajo precio, con la consecuente reducción de los márgenes de beneficio comercial. Establecimientos como Nathan's pasaron a ser los de mayor clientela, con comidas simples y económicas. Los pequeños márgenes hicieron que la actividad comercial se volviera más dependiente de la meteorología y la consecuente afluencia masiva de público. Dado que los alquileres y gastos no se redujeron en coherencia con los precios de los productos y servicios, la incidencia de unos pocos fines de semana lluviosos lograba convertir en deuda al resultado del balance anual. 
Ya desde 1893 se produjeron en la zona varios incendios importantes: en 1896 el fuego destruyó por completo una de las primeras atracciones, el Elephant Hotel y tres años después el primer Stauch's corrió la misma suerte. Entre 1907 y 1911 varios parques de atracciones fueron afectados por las llamas. La combinación de calles estrechas, construcciones de madera y vientos de la costa resultó en condiciones ideales para la rápida difusión del fuego. Las brigadas de bomberos tenían dificultades para llegar al lugar del siniestro, y -una vez allí - las conexiones ilegales a la red de agua se traducían en una presión insuficiente para sofocar el fuego.
Finalmente en 1929 la administración debió intervenir, demoliendo alrededor de 175 pubs y bares para ensanchar la avenida Surf y la calle Bowery. Luego de otro incendio de proporciones en 1932 se instalaron nuevos hidrantes y bombas de alta presión. En el mismo año se abrió el bulevar Riegelmann, de 25 metros de ancho y unos 4 km de longitud, incluyendo obras adicionales de protección contra la erosión marítima de la costa.

### Declive tras la Segunda Guerra Mundial

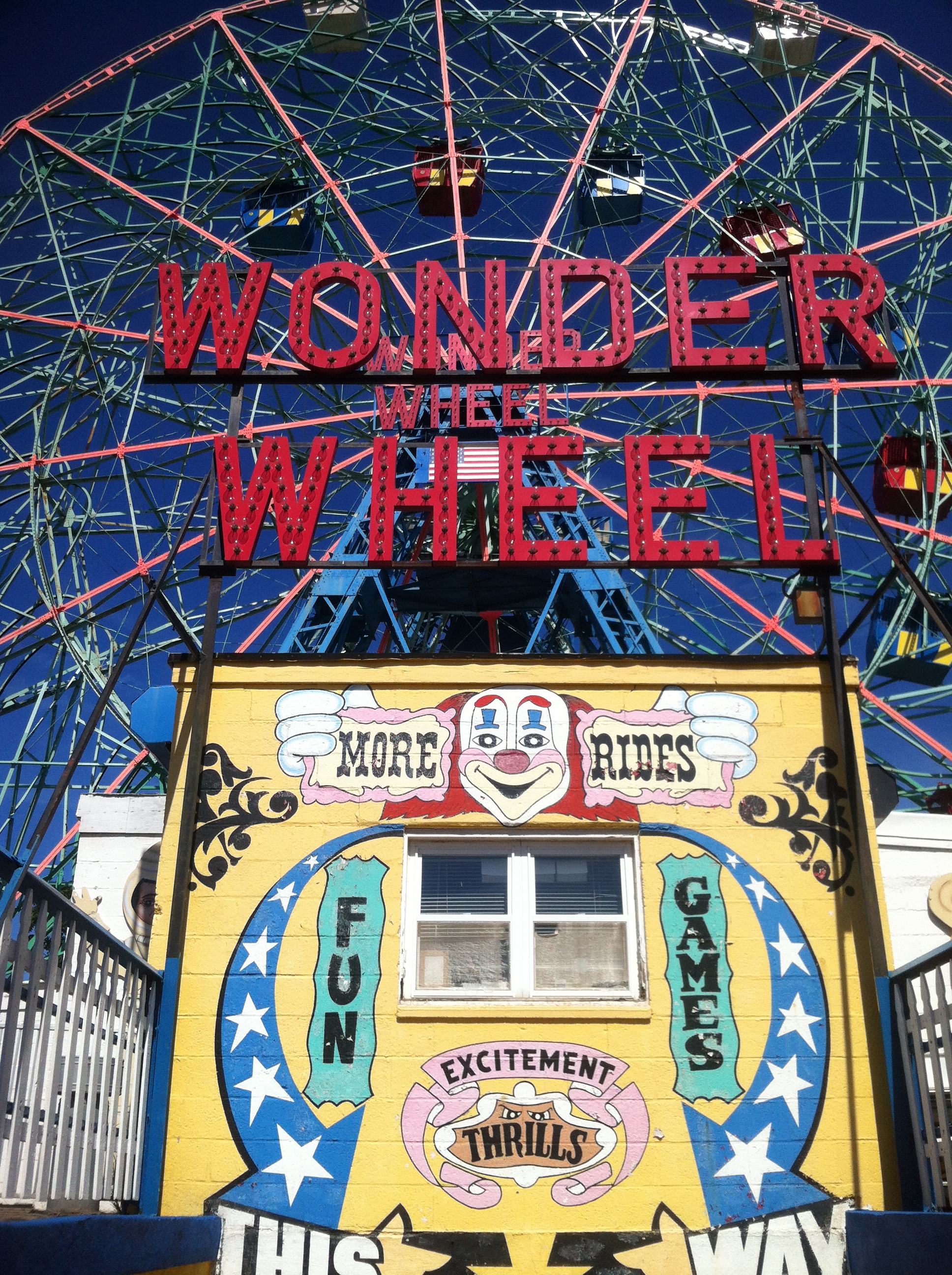
Wonder Wheel - Coney Island

En la época de la Segunda Guerra Mundial los parques de atracciones todavía resultaban novedosos, pero la recuperación económica luego de la crisis trajo aparejada una despiadada competencia entre inversionistas rivales. La necesidad de una continua superación entre las ofertas de entretenimiento generó emprendimientos como el Parachute Jump que no obtuvieron beneficios acordes a la inversión realizada. 
En la década de 1950 se pusieron de moda las excursiones en automóvil (Coney Island ya no era una «isla»), por ejemplo al Jones Beach State Park en la costa sur de Long Island, mientras que las familias más pobres acudían al cinematógrafo o simplemente quedaban en casa mirando televisión.
Durante el gobierno del alcalde John Lindsay y con la asistencia del urbanista Robert Moses los criterios de planificación para Coney Island se modificaron: en los terrenos antes ocupados por parques de atracciones se comenzaron a edificar viviendas colectivas de interés social, que dominan el paisaje de la zona oeste hasta nuestros días.
Los residentes de estos conjuntos habitacionales, llegados al lugar por circunstancias económicas adversas, produjeron a su vez nuevos cambios en el área, que comenzó a poblarse de desempleados, vándalos, adolescentes principalmente de origen afroamericano, verificándose un incremento exponencial del crimen en las calles.

### Coney Island en el cine
Woody Allen rodó su película Wonder Wheel (2017) en el parque de atracciones de Coney Island, donde se lleva a cabo un drama amoroso ambientado a inicios de la década de 1950. Además en verano Coney Island tiene múltiples proyecciones de películas gratuitas, de parte de movie123 Archivado el 14 de agosto de 2020 en Wayback Machine. u otros portales, como una atracción y actividad recreativas para los turistas fomentando así la cultura cinematográfica del país.
El aclamado director de cine Darren Aronofsky rodó sus dos primeras películas, Pi (1998) y Requiem for a dream (2000), en Coney Island. La segunda película, concretamente, se filmó en Brighton Beach, que es también en donde creció el director.